# 2008 en Égypte
Chronologie de l'Égypte
- 2004
- 2005
- 2006
- 2007
- 2008
- 2009
- 2010
- 2011
- 2012

Cet article présente les faits importants qui se sont produits en Égypte en 2008.

## Chronologie

### Février 2008
- Samedi 9 février 2008 : un avis de la Cour administrative suprême, confirme la suprématie de la Constitution égyptienne, qui garantit la liberté de croyance, sur la loi islamique en reconnaissant le droit de douze chrétiens coptes convertis à l'Islam de pouvoir revenir à leur religion d'origine et de le faire inscrire sur leurs papiers officiels. L'apostasie, aux yeux de l'Islam est punissable de mort.

### Mars 2008
- Dimanche 2 mars 2008 : au Caire, des milliers de manifestants « étudiants » ont brûlé des drapeaux israéliens et américains. Le gouvernement autorise l'accueil des Palestiniens grièvement blessés.

- Samedi 22 mars 2008 : annonce d'une série de nouvelles découvertes archéologiques sur le site des colosses de Memnon à Louxor : une statue géante de 3,62 m de la reine Tiyi  (-1398/-1358), épouse d'Aménophis III, deux sphinx et dix autres statues en granit noir de Sekhmet, la divinité à tête de lion.

### Avril 2008
- Jeudi 3 avril 2008 : une cinquantaine de membres des Frères musulmans ont été arrêtés dans plusieurs provinces du pays à cinq jours des élections locales.

- Vendredi 4 avril 2008 : 27 autres membres des Frères musulmans sont arrêtés, ce qui porte à plus de deux cent cinquante personnes le nombre d'arrestations en une semaine.

- Dimanche 6 avril 2008 : un appel à la grève générale donne lieu à de nombreux débordements, principalement à Mahall el-Koubre (delta du Nil), haut-lieu des revendications salariales.

- Lundi 7 avril 2008 :
  - Le mouvement des Frères musulmans appelle au boycott des élections municipales, sur les 5 700 candidats qu'il espérait présenter, seulement vingt ont été autorisés à concourir pour briguer les 52 600 sièges d'élus municipaux. En 2005, le mouvement avait obtenu un cinquième des sièges et était devenu le parti principal opposition.
  - Le parti Wafd, qui ne peut présenter que 700 candidats sur les 1 700 espérés, dénonce une marginalisation de la vie politique « non seulement incompréhensible, mais stupide. […] le PND veut donner l'impression en interne comme à l'étranger, que la seule alternative au pouvoir actuel, ce sont les Frères musulmans ».

- Mardi 11 avril 2008 : le parti au pouvoir obtient 92 % des sièges lors des élections municipales qui ont été boycottées par le mouvement des Frères musulmans.

- Vendredi 11 avril 2008 : une 22e personne est morte de la grippe aviaire. Il s'agit d'une Égyptienne de 30 ans. 49 cas se sont déclarés depuis 2006.

- Avril 2008 : à la suite des émeutes provoquées par la pénurie de pain et qui ont causé la mort de douze personnes depuis le début de l'année, le gouvernement a entrepris de durcir la lutte contre les fraudeurs qui organisent le marché noir du blé. En quelques jours plus de douze mille petits trafiquants de farine et dix gros distributeurs ont été arrêtés.

- Mardi 15 avril 2008 :
  - Vingt-cinq dirigeants des Frères musulmans, dont le no 3 de la confrérie, Khairat al-Chater et Hassan Malek, accusés d'avoir financé une organisation interdite, ont été condamnés par un tribunal militaire à des peines de prison allant jusqu'à dix ans.
  - Le ministre français, Brice Hortefeux, est en Égypte pour finaliser un accord bilatéral de gestion des flux migratoires, « en synergie avec le pacte européen sur l'immigration » et s'inspirant de celui que l'Égypte a signé avec l'Italie en 2005. Cet accord, qui devrait être signé d'ici la fin 2008, prévoit un quota annuel de sept mille migrants dans des domaines professionnels précis. Il y aurait actuellement en France entre vingt et cinquante mille immigrés égyptiens en situation irrégulière contre 8 500 en situation régulière.

- Jeudi 17 avril 2008 : l'ancien président américain Jimmy Carter s'est entretenu dans un hôtel du Caire avec deux responsables du Hamas, partisan de la ligne dure, Mahmoud al-Zahar et Saïd Siam.

- Mardi 22 avril 2008 : le président Hosni Moubarak en visite officielle en France, déjà premier investisseur européen en Égypte, invite les patrons français à investir davantage dans les secteurs du bâtiment, des travaux publics, des nouvelles technologies, de l'information, du tourisme, de la banque, de la finance et de l'énergie.

- Lundi 28 avril 2008 : le gouvernement annonce une hausse générale des salaires de 15 % alors que l'inflation annuelle a atteint 15,8 % en mars. Parmi les autres mesures : une baisse des droits de douane et l'interdiction d'exporter les produits de première nécessité. De nombreuses protestations contre l'envolée des prix secouent le pays depuis plusieurs mois, le prix des céréales et du pain a augmenté de 50 % en un an, l'huile végétale de 45 % et les produits alimentaires de 23,5 % en moyenne.

### Mai 2008
- Lundi 5 mai 2008 : le pays annonce une prévision de récolte de 8 millions de tonnes de blé, soit 1,5 million de plus qu'en 2007.

- Dimanche 18 mai 2008 : visite d'État du président américain George W. Bush.

### Novembre 2008
- Vendredi 28 novembre 2008 : cérémonie de clôture du 32e Festival international de cinéma du Caire. Le prix du meilleur film est attribué au film espagnol "Retour à Hansala" de la réalisatrice Chus Gutierrez et a également été primé par le jury de l'Union internationale des critiques (Fipresci). Le prix du meilleur scénario a été attribué conjointement au film belge Cut Loose de Jan Verheyen et au film français L'Empreinte de l'Ange de Safy Nebbou. Ce dernier a également obtenu le prix Naguib-Mahfouz de la meilleure réalisation pour ses deux premières œuvres.

- Samedi 29 novembre 2008 :
  - 28 membres des Frères musulmans, le principal mouvement d'opposition en Égypte, ont été arrêtés (24 à Marsa Matrouh, au nord du Caire, et quatre à Alexandrie.
  - Réunion extraordinaire de l'OPEP au Caire. Selon le ministre algérien du pétrole Chakib Khelil, les quotas de production restent inchangés à 27,3 millions de barils par jour.

### Décembre 2008
- Vendredi 5 décembre 2008 : décès de l'éditeur Mohammed Madbouli (70 ans).

- Samedi 6 décembre 2008 : deux nouvelles caches d'armes et d'explosifs, dont le contenu « probablement destiné à la contrebande vers la bande de Gaza via les tunnels », ont été découvertes dans le Sinaï. Une, près de la ville de Cheikh Zouayyed, contenait environ 250 kg de TNT et dans l'autre, trouvée à Al-Qoussayima étaient entreposées plus de 200 anciennes roquettes datant des guerres israélo-arabes.

- Dimanche 14 décembre 2008 : un accident d'autocar cause la mort de 59 personnes à 200 km au sud du Caire, la capitale; il se rendait à Mynia (Haute-Égypte) et avait plus de 70 passagers. Toutes les victimes sont mortes noyées avant de pouvoir être secourues, le véhicule a versé dans le canal d'Ibrahimya quand son chauffeur a fait une embardée pour éviter un pick-up venant en sens inverse. En 2007, en Égypte, les accidents de la route ont causé la mort de quelque 6 000 personnes (8 000 personnes en 2006) et ont fait quelque 30 000 blessés, principalement en raison aussi du mauvais entretien des véhicules, selon le ministère de l'Intérieur.

- Jeudi 18 décembre 2008 : au moins 28 personnes soupçonnées d'appartenir à l'organisation illégale des Frères musulmans sont arrêtées dans le delta du Nil (provinces de Charquiya et de Kafr al-Cheikh).

- Lundi 22 décembre 2008 : sept touristes russes sont morts dans un accident de la route en Égypte à cause de mauvaises conditions météorologiques alors que leur autocar se rendait de Dahab, station balnéaire située sur la Mer Rouge, vers la pointe sud de la péninsule du Sinaï, 18 autres personnes ont été blessées dans l'accident, parmi lesquelles trois Égyptiens.

- Mardi 23 décembre 2008 : trois Syriens sont condamnés à mort par pendaison, dont le cerveau de l'opération par contumace, pour trafic d'héroïne et d'opium par un tribunal d'Ismaliya. Les deux chauffeurs ont été arrêtés en juillet 2008 à bord d'un camion en provenance du Golfe d'Aqaba, avec à son bord 25 kg d'héroïne et d'opium d'une valeur de 25 millions de livres égyptiennes (4,5 M US$).

- Samedi 27 décembre 2008 : près de 500 policiers des forces anti-émeutes sont déployés le long de la frontière avec la bande de Gaza après les raids de l'armée de l'air israélienne. Le président Hosni Moubarak donne des instructions pour ouvrir le terminal de Rahah, afin d'accueillir les blessés palestiniens. Le gouverneur du Nord-Sinaï Abdel Fadil Choucha annonce l'envoi de 6 ambulances au terminal de Rafah, frontalier de la bande de Gaza.

- Dimanche 28 décembre 2008 :
  - le secrétaire général du Hezbollah chiite libanais Hassan Nasrallah appelle le peuple égyptien à descendre « par millions » dans la rue pour forcer l'ouverture du terminal de Rafah, frontalier de la bande de Gaza : « Que le peuple sorte par millions dans la rue […] La police égyptienne peut-elle tuer des millions d'Égyptiens ? Peuple d'Égypte, vous devez ouvrir le terminal de Rafah avec la force de vos corps »;
  - un officier garde-frontière est tué par balle et un autre blessé à Rafah par des tirs en provenance de la bande de Gaza, et attribués par l'Égypte à des miliciens du mouvement islamiste Hamas qui contrôle ce territoire.

- Lundi 29 décembre 2008 : près de 7 000 manifestants au Caire dont une majorité de partisans des Frères musulmans, en présence du guide de la confrérie islamiste des Frères musulmans, Mohammed Mahdi Akef, scandent : « À Gaza nous irons, des martyrs par millions », « Nous faisons tous partie du Hamas », « Où est l'armée égyptienne ? », réclament de brûler l'ambassade d'Israël, l'expulsion de l'ambassadeur et conspuent le président Hosni Moubarak.

- Mardi 30 décembre 2008 : quarante membres des Frères musulmans, dont 15 étudiants, sont arrêtés dans tout le pays pour avoir voulu protester contre les raids israéliens sur la bande de Gaza. Des milliers de personnes ont manifesté en Égypte depuis le début des bombardements.

- Mercredi 31 décembre 2008 :
  - selon un rapport officiel[1] qui estime à 69 000 les cas de pots-de-vin en 2008, l'Égypte a établi un record en matière de corruption, avec un nouveau cas toutes les sept minutes, depuis les policiers qui exigent un bakchich aux automobilistes jusqu'aux hauts dirigeants qui monnayent leur intervention;
  - un garde-frontière égyptien de 22 ans a été blessé aujourd'hui à Rafah, à la frontière avec la bande de Gaza, par des tirs provenant du territoire palestinien. Dimanche, un garde-frontière a été tué et un autre blessé par des tirs attribué à des miliciens du Hamas.